# Philipp II. von Nevers

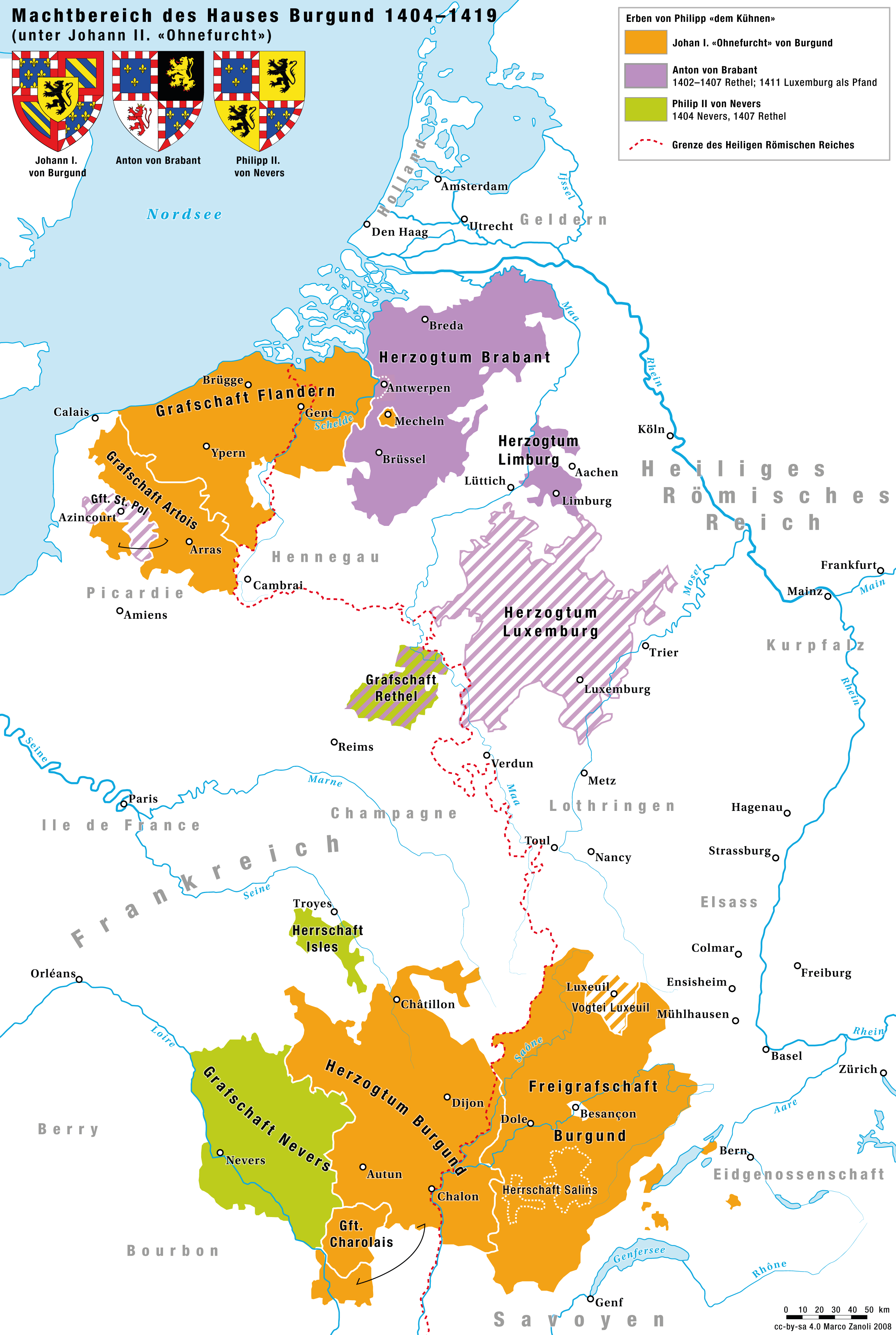
Karte der Besitzungen des Hauses Burgund unter den drei Söhnen von Philipp «dem Kühnen»

Philipp von Burgund aus der burgundischen Seitenlinie des Hauses Valois, als Philipp II. Graf von Nevers (* Oktober oder Dezember 1389 in Villaines-en-Duesmois; † 25. Oktober 1415 in der Schlacht von Azincourt).

## Leben
Von Burgund war der vierte Sohn des Herzogs Philipp II. von Burgund und dessen Frau Margarete de Dampierre, Gräfin von Flandern, Burgund, Nevers und Rethel. Philipp begründete die Seitenlinie Burgund-Nevers des Hauses Burgund. Nach dem Tod seines Vaters Philipps „des Kühnen“ erbte sein ältester Sohn Johann „Ohnefurcht“ 1404 das Herzogtum Burgund. Dieser gab seinem jüngeren Bruder Philipp 1405 die Grafschaft Nevers als Paragium. Der mittlere Bruder Anton hatte bereits 1393/1402 die Grafschaft Rethel erhalten. Als Anton durch Erbschaft die Herzogtümer Brabant und Limburg erhielt, gab er sein Paragium Rethel 1407 an Philipp weiter.
Von Burgund unterstützte seinen älteren Bruder Johann „Ohnefurcht“ im Bürgerkrieg der Armagnacs und Bourguignons. Er erhielt 1410 das Amt eines Kammerherrn von Frankreich, folgte seinem Bruder jedoch nicht in seinem Bündnis mit dem englischen König Heinrich V., der 1415 mit englischen Truppen in Frankreich landete. Er führte rund 1200 Soldaten in die Schlacht von Azincourt und war einer von sieben französischen Prinzen, die dort ums Leben kamen.

## Familie
Von Burgund war zweimal verheiratet:
- 23. April 1409 in Soisson mit Isabelle de Coucy († 1411), der Gräfin von Soissons und Tochter von Enguerrand VII. de Coucy aus dem Haus Gent und dessen zweiter Ehefrau Isabelle de Lorraine.[1] Aus dieser Ehe gingen zwei Kinder hervor, die jedoch früh starben:
  - Philipp (* 1410; † zwischen 1411 und 1415)
  - Margarete (* 1411; † zwischen 1411 und 1412)
- 20. Juli 1413 in Beaumont-en-Artois mit Bonne d’Artois († 17. September 1425), der Tochter von Philipp von Artois, Graf von Eu und dessen Frau Marie de Berry. Nach seinem Tod vermählte sie sich am 30. November 1424 mit Philipp dem Guten,[1] der nach ihrem Tod die Vormundschaft für die Kinder übernahm. Aus dieser Ehe gingen ebenfalls zwei Kinder hervor:[2]
  - Karl I. (1414–1464), nach dem Tod seines Vaters Graf von Nevers und Rethel
  - Johann de Clamecy (1415–1491), 1442 Graf von Étampes, nach dem Tod von Karl I. als Johann II. 1464 Graf von Nevers und Rethel, ab 1472 auch Graf von Eu nach dem Tod von Johann von Artois.

Wappen Philipps

## Wappen
Das Wappen von Philipp von Burgund-Nevers entstand aus der Kombination des Wappens der Valois als Grafen von Tours, das auf Philipp den Kühnen zurückging, und des Wappens von Flandern, das auf Margarete von Flandern verwies, aus deren Erbschaft Philipp die Grafschaften Nevers und Rethel erhielt.